# GmailFS
GmailFS è un file system virtuale sviluppato da Richard Jones che permette di montare e usare lo spazio di posta elettronica di GMail come un disco rigido fisico locale.
GmailFS è stato scritto per Linux, ma esistono versioni anche per Windows e Mac OS.
Per Richard Jones il progetto è ritenuto terminato, in quanto lo sviluppo di una libreria di servizio (libgmail) non è stato portato avanti. A seguito di questo ritardo, l'interfaccia del servizio GMail è mutata, e gmailfs non riesce più a interfacciarsi con il servizio.
Fortunatamente Dave Hansen ha convertito il codice originale del progetto in modo da utilizzare la libreria python imaplib anziché libgmail. L'interfaccia IMAP di Gmail dovrebbe essere abbastanza stabile e meno soggetta a cambiamenti.